# Bóng chày tại Đại hội Thể thao châu Á 2002
Bóng chày là một trong những bộ môn thể thao được tổ chức tại Đại hội Thể thao châu Á 2002 ở Busan, Hàn Quốc bắt đầu từ ngày 2 tháng 10 năm 2002. Năm quốc gia từ Tây và Đông Nam Á tham dự giải đấu này. Các trận đấu được tổ chức tại Sân bóng chày Sajik.

## Bảng huy chương
| Nội dung | Vàng | Bạc | Đồng |
| -------- | --- | --- | --- |
| Nam      | Hàn Quốc · Jang Sung-ho · Park Jin-man · Kim Han-soo · Lee Jong-beom · Lee Byung-kyu · Kim Dong-joo · Kim Min-jae · Kim Jong-kook · No Jang-jin · Lee Seung-ho · Song Jin-woo · Hong Sung-heon · Park Myung-hwan · Lee Young-woo · Lee Seung-yeop · Lim Chang-yong · Kim Jin-woo · Kim Sang-hoon · Lee Sang-hoon · Cho Yong-jun · Jung Jae-bok · Park Jae-hong | Đài Bắc Trung Hoa · Wang Chien-ming · Hong I-chung · Tsai Feng-an · Yang Sung-hsien · Chen Jui-cheng · Chen Chien-wei · Lin Yueh-ping · Chang Chia-hao · Liang Ju-hao · Huang Chin-chih · Huang Chung-yi · Tsai Chung-nan · Pan Wei-lun · Peng Cheng-min · Sun Chao-chi · Wang Chuan-chia · Cheng Chang-ming · Kao Chih-kang · Kuo Hong-chih · Chen Chih-yuan · Hsieh Chia-hsien · Wu Chao-hui | Nhật Bản · Daisuke Mori · Go Kida · Yosuke Shinomiya · Kenta Kurihara · Kazunari Tsuruoka · Satoshi Kubota · Keiichi Hirano · Takeshi Koyama · Takayuki Goto · Hiroya Tani · Kazuhiro Semba · Koji Onuma · Koji Yamamoto · Kanehisa Arime · Masanori Yasuda · Toshiyuki Kitagawa · Shingo Maeda · Takashi Yoshiura · Kazuhiro Hatakeyama · Hisao Arakane · Shiro Teramoto · Katsuhiro Nishiura |

## Đội
| Trung Quốc | Đài Bắc Trung Hoa | Nhật Bản | Philippines |
| --- | --- | --- | --- |
| - Sun Lingfeng - Li Bin - Chen Zhe - Li Qinghua - Liu Jianzhong - Bai Baoliang - Liu Guangbiao - Ye Mingqiang - Jia Yubing - Hou Fenglian - Wang Nan - Sun Wei - Ren Min - Yang Guogang - Zhang Jianwang - Lai Guojun - Li Chenhao - Lü Jiangang | - Wang Chien-ming - Hong I-chung - Tsai Feng-an - Yang Sung-hsien - Chen Jui-cheng - Chen Chien-wei - Lin Yueh-ping - Chang Chia-hao - Liang Ju-hao - Huang Chin-chih - Huang Chung-yi - Tsai Chung-nan - Pan Wei-lun - Peng Cheng-min - Sun Chao-chi - Wang Chuan-chia - Cheng Chang-ming - Kao Chih-kang - Kuo Hong-chih - Chen Chih-yuan - Hsieh Chia-hsien - Wu Chao-hui | - Daisuke Mori - Go Kida - Yosuke Shinomiya - Kenta Kurihara - Kazunari Tsuruoka - Satoshi Kubota - Keiichi Hirano - Takeshi Koyama - Takayuki Goto - Hiroya Tani - Kazuhiro Semba - Koji Onuma - Koji Yamamoto - Kanehisa Arime - Masanori Yasuda - Toshiyuki Kitagawa - Shingo Maeda - Takashi Yoshiura - Kazuhiro Hatakeyama - Hisao Arakane - Shiro Teramoto - Katsuhiro Nishiura | - Charlie Labrador - Junnifer Pinero - Alejandro Velasquez - Ferdinand Recto - Roy Baclay - Ernesto Binarao - Andro Cuyugan - Ruben Angeles - Wilfredo Hidalgo - Fernando Badrina - Virgilio Roxas - Christopher Jimenez - Manolito Binarao - Christian Canlas - Joel Binarao - Ruel Batuto - Roel Empacis - Ricardo Jimenez |
| Hàn Quốc | | | |
| - Jang Sung-ho - Park Jin-man - Kim Han-soo - Lee Jong-beom - Lee Byung-kyu - Kim Dong-joo - Kim Min-jae - Kim Jong-kook - No Jang-jin - Lee Seung-ho - Song Jin-woo - Hong Sung-heon - Park Myung-hwan - Lee Young-woo - Lee Seung-yeop - Lim Chang-yong - Kim Jin-woo - Kim Sang-hoon - Lee Sang-hoon - Cho Yong-jun - Jung Jae-bok - Park Jae-hong | | | |

## Kết quả
Tất cả đều theo giờ chuẩn Hàn Quốc (UTC+09:00)

### Vòng loại
| Đội               | Pld | W | L | RF | RA | Pct   |
| ----------------- | --- | - | - | -- | -- | ----- |
| Hàn Quốc          | 4   | 4 | 0 | 39 | 0  | 1.000 |
| Nhật Bản          | 4   | 3 | 1 | 30 | 13 | 0.750 |
| Đài Bắc Trung Hoa | 4   | 2 | 2 | 18 | 18 | 0.500 |
| Trung Quốc        | 4   | 1 | 3 | 15 | 29 | 0.250 |
| Philippines       | 4   | 0 | 4 | 2  | 44 | 0.000 |

| 2 tháng 10 14:00 | Trung Quốc       | 0–8 | Hàn Quốc        | Sân bóng chày Sajik, Busan |
| 2 tháng 10 14:00 | LP: Bai Baoliang |     | WP: Kim Jin-woo | Sân bóng chày Sajik, Busan |

| Đội        | 1 | 2 | 3 | 4 | 5 | 6 | 7 | 8 | 9 | R | H  | E |
| ---------- | - | - | - | - | - | - | - | - | - | - | -- | - |
| Hàn Quốc   | 4 | 0 | 0 | 1 | 1 | 1 | 1 | 0 | 0 | 8 | 13 | 0 |
| Trung Quốc | 0 | 0 | 0 | 0 | 0 | 0 | 0 | 0 | 0 | 0 | 4  | 1 |

| 2 tháng 10 18:00 | Nhật Bản               | 8–3 | Đài Bắc Trung Hoa   | Sân bóng chày Sajik, Busan |
| 2 tháng 10 18:00 | WP: Koji Onuma         |     | LP: Wang Chien-ming | Sân bóng chày Sajik, Busan |
| 2 tháng 10 18:00 | HR: Takeshi Koyama (1) |     |                     | Sân bóng chày Sajik, Busan |

| Đội               | 1 | 2 | 3 | 4 | 5 | 6 | 7 | 8 | 9 | R | H | E |
| ----------------- | - | - | - | - | - | - | - | - | - | - | - | - |
| Đài Bắc Trung Hoa | 1 | 0 | 0 | 1 | 0 | 0 | 0 | 0 | 1 | 3 | 9 | 1 |
| Nhật Bản          | 0 | 0 | 0 | 0 | 0 | 5 | 0 | 3 | X | 8 | 8 | 0 |

| 3 tháng 10 14:00 | Philippines                            | 0–12 (F/7) | Nhật Bản           | Sân bóng chày Sajik, Busan |
| 3 tháng 10 14:00 | LP: Roy Baclay                         |            | WP: Kanehisa Arime | Sân bóng chày Sajik, Busan |
| 3 tháng 10 14:00 | HR: Go Kida (1), Kazunari Tsuruoka (1) |            |                    | Sân bóng chày Sajik, Busan |

| Đội         | 1 | 2 | 3 | 4 | 5 | 6 | 7 | 8 | 9 | R  | H  | E |
| ----------- | - | - | - | - | - | - | - | - | - | -- | -- | - |
| Nhật Bản    | 1 | 1 | 5 | 2 | 0 | 2 | 1 | — | — | 12 | 18 | 1 |
| Philippines | 0 | 0 | 0 | 0 | 0 | 0 | 0 | — | — | 0  | 2  | 1 |

| 3 tháng 10 18:00 | Hàn Quốc            | 7–0 | Đài Bắc Trung Hoa | Sân bóng chày Sajik, Busan |
| 3 tháng 10 18:00 | WP: Park Myung-hwan |     | LP: Liang Ju-hao  | Sân bóng chày Sajik, Busan |

| Đội               | 1 | 2 | 3 | 4 | 5 | 6 | 7 | 8 | 9 | R | H  | E |
| ----------------- | - | - | - | - | - | - | - | - | - | - | -- | - |
| Đài Bắc Trung Hoa | 0 | 0 | 0 | 0 | 0 | 0 | 0 | 0 | 0 | 0 | 4  | 3 |
| Hàn Quốc          | 1 | 0 | 2 | 0 | 3 | 1 | 0 | 0 | X | 7 | 11 | 0 |

| 4 tháng 10 14:00 | Đài Bắc Trung Hoa  | 11–1 (F/8) | Trung Quốc     | Sân bóng chày Sajik, Busan |
| 4 tháng 10 14:00 | WP: Tsai Chung-nan |            | LP: Li Chenhao | Sân bóng chày Sajik, Busan |

| Đội               | 1 | 2 | 3 | 4 | 5 | 6 | 7 | 8 | 9 | R  | H  | E |
| ----------------- | - | - | - | - | - | - | - | - | - | -- | -- | - |
| Trung Quốc        | 0 | 0 | 1 | 0 | 0 | 0 | 0 | 0 | — | 1  | 8  | 2 |
| Đài Bắc Trung Hoa | 3 | 1 | 1 | 0 | 4 | 1 | 0 | 1 | — | 11 | 13 | 0 |

| 4 tháng 10 18:00 | Philippines          | 0–15 (F/7) | Hàn Quốc         | Sân bóng chày Sajik, Busan |
| 4 tháng 10 18:00 | LP: Fernando Badrina |            | WP: Jung Jae-bok | Sân bóng chày Sajik, Busan |

| Đội         | 1 | 2 | 3 | 4 | 5 | 6 | 7 | 8 | 9 | R  | H  | E |
| ----------- | - | - | - | - | - | - | - | - | - | -- | -- | - |
| Hàn Quốc    | 3 | 1 | 1 | 0 | 1 | 5 | 4 | — | — | 15 | 22 | 0 |
| Philippines | 0 | 0 | 0 | 0 | 0 | 0 | 0 | — | — | 0  | 5  | 0 |

| 5 tháng 10 14:00 | Đài Bắc Trung Hoa | 4–2 | Philippines    | Sân bóng chày Sajik, Busan |
| 5 tháng 10 14:00 | WP: Lin Yueh-ping |     | LP: Roy Baclay | Sân bóng chày Sajik, Busan |

| Đội               | 1 | 2 | 3 | 4 | 5 | 6 | 7 | 8 | 9 | R | H | E |
| ----------------- | - | - | - | - | - | - | - | - | - | - | - | - |
| Philippines       | 0 | 0 | 0 | 0 | 0 | 0 | 0 | 1 | 1 | 2 | 4 | 1 |
| Đài Bắc Trung Hoa | 0 | 0 | 1 | 0 | 3 | 0 | 0 | 0 | X | 4 | 6 | 2 |

| 5 tháng 10 18:00 | Nhật Bản                                  | 10–1 | Trung Quốc     | Sân bóng chày Sajik, Busan |
| 5 tháng 10 18:00 | WP: Hiroya Tani                           |      | LP: Lai Guojun | Sân bóng chày Sajik, Busan |
| 5 tháng 10 18:00 | HR: Kenta Kurihara (1), Hisao Arakane (1) |      |                | Sân bóng chày Sajik, Busan |

| Đội        | 1 | 2 | 3 | 4 | 5 | 6 | 7 | 8 | 9 | R  | H  | E |
| ---------- | - | - | - | - | - | - | - | - | - | -- | -- | - |
| Trung Quốc | 1 | 0 | 0 | 0 | 0 | 0 | 0 | 0 | 0 | 1  | 5  | 2 |
| Nhật Bản   | 1 | 2 | 2 | 1 | 1 | 1 | 0 | 2 | X | 10 | 16 | 0 |

| 6 tháng 10 18:55 | Hàn Quốc             | 9–0 | Nhật Bản           | Sân bóng chày Sajik, Busan |
| 6 tháng 10 18:55 | WP: Song Jin-woo     |     | LP: Kazuhiro Semba | Sân bóng chày Sajik, Busan |
| 6 tháng 10 18:55 | HR: Kim Dong-joo (1) |     |                    | Sân bóng chày Sajik, Busan |

| Đội      | 1 | 2 | 3 | 4 | 5 | 6 | 7 | 8 | 9 | R | H  | E |
| -------- | - | - | - | - | - | - | - | - | - | - | -- | - |
| Nhật Bản | 0 | 0 | 0 | 0 | 0 | 0 | 0 | 0 | 0 | 0 | 3  | 2 |
| Hàn Quốc | 1 | 0 | 6 | 2 | 0 | 0 | 0 | 0 | X | 9 | 12 | 0 |

| 7 tháng 10 14:00 | Trung Quốc      | 13–0 (F/7) | Philippines         | Sân bóng chày Sajik, Busan |
| 7 tháng 10 14:00 | WP: Li Chenhao  |            | LP: Ernesto Binarao | Sân bóng chày Sajik, Busan |
| 7 tháng 10 14:00 | HR: Sun Wei (1) |            |                     | Sân bóng chày Sajik, Busan |

| Đội         | 1 | 2 | 3 | 4 | 5 | 6 | 7 | 8 | 9 | R  | H  | E |
| ----------- | - | - | - | - | - | - | - | - | - | -- | -- | - |
| Philippines | 0 | 0 | 0 | 0 | 0 | 0 | 0 | — | — | 0  | 3  | 6 |
| Trung Quốc  | 0 | 1 | 2 | 0 | 7 | 3 | X | — | — | 13 | 15 | 0 |

### Vòng cuối
|  | Bán kết                  | Bán kết           |            |   | Final | Final |
|  |                          |                   |            |   |       |       |
|  | 8 tháng 10               |                   |            |   |       |       |
|  |                          |                   |            |   |       |       |
|  | Hàn Quốc                 | 7                 |            |   |       |       |
|  | Hàn Quốc                 | 7                 | 9 tháng 10 |   |       |       |
|  | Trung Quốc               | 2                 |            |   |       |       |
|  | Trung Quốc               | 2                 | Hàn Quốc   | 4 |       |       |
|  | 8 tháng 10               |                   | Hàn Quốc   | 4 |       |       |
|  |                          | Đài Bắc Trung Hoa | 3          |   |       |       |
|  | Nhật Bản                 | Đài Bắc Trung Hoa | 3          | 5 |       |       |
|  | Nhật Bản                 |                   |            | 5 |       |       |
|  | Đài Bắc Trung Hoa (F/10) | 6                 |            |   |       |       |
|  | Đài Bắc Trung Hoa (F/10) | 6                 | Giải 3-4   |   |       |       |
|  |                          |                   |            |   |       |       |
|  | 9 tháng 10               |                   |            |   |       |       |
|  |                          |                   |            |   |       |       |
|  | Trung Quốc               | 4                 |            |   |       |       |
|  | Trung Quốc               | 4                 |            |   |       |       |
|  | Nhật Bản                 | 7                 |            |   |       |       |

#### Bán kết
| 8 tháng 10 14:00 | Hàn Quốc         | 7–2 | Trung Quốc       | Sân bóng chày Sajik, Busan |
| 8 tháng 10 14:00 | WP: Cho Yong-jun |     | LP: Bai Baoliang | Sân bóng chày Sajik, Busan |

| Đội        | 1 | 2 | 3 | 4 | 5 | 6 | 7 | 8 | 9 | R | H  | E |
| ---------- | - | - | - | - | - | - | - | - | - | - | -- | - |
| Trung Quốc | 0 | 0 | 2 | 0 | 0 | 0 | 0 | 0 | 0 | 2 | 8  | 0 |
| Hàn Quốc   | 0 | 0 | 1 | 1 | 0 | 1 | 3 | 1 | X | 7 | 12 | 0 |

| 8 tháng 10 18:00 | Nhật Bản          | 5–6 (F/10)                                 | Đài Bắc Trung Hoa   | Sân bóng chày Sajik, Busan |
| 8 tháng 10 18:00 | LP: Koji Yamamoto |                                            | WP: Wang Chien-ming | Sân bóng chày Sajik, Busan |
| 8 tháng 10 18:00 | HR: Go Kida (1)   | HR: Chen Chih-yuan (1), Chen Chien-wei (1) |                     | Sân bóng chày Sajik, Busan |

| Đội               | 1 | 2 | 3 | 4 | 5 | 6 | 7 | 8 | 9 | 10 | R | H | E |
| ----------------- | - | - | - | - | - | - | - | - | - | -- | - | - | - |
| Đài Bắc Trung Hoa | 0 | 0 | 0 | 0 | 0 | 4 | 0 | 0 | 1 | 1  | 6 | 9 | 0 |
| Nhật Bản          | 0 | 2 | 3 | 0 | 0 | 0 | 0 | 0 | 0 | 0  | 5 | 9 | 1 |

#### Giải 3-4
| 9 tháng 10 14:00 | Nhật Bản                            | 7–4 | Trung Quốc       | Sân bóng chày Sajik, Busan |
| 9 tháng 10 14:00 | WP: Kanehisa Arime                  |     | LP: Ye Mingqiang | Sân bóng chày Sajik, Busan |
| 9 tháng 10 14:00 | HR: Go Kida (1), Satoshi Kubota (1) |     |                  | Sân bóng chày Sajik, Busan |

| Đội        | 1 | 2 | 3 | 4 | 5 | 6 | 7 | 8 | 9 | R | H  | E |
| ---------- | - | - | - | - | - | - | - | - | - | - | -- | - |
| Trung Quốc | 0 | 2 | 0 | 0 | 0 | 2 | 0 | 0 | 0 | 4 | 10 | 0 |
| Nhật Bản   | 0 | 0 | 0 | 3 | 2 | 0 | 0 | 2 | X | 7 | 9  | 2 |

#### Chung kết
| 9 tháng 10 18:00 | Hàn Quốc           | 4–3 | Đài Bắc Trung Hoa  | Sân bóng chày Sajik, Busan |
| 9 tháng 10 18:00 | WP: Lim Chang-yong |     | LP: Tsai Chung-nan | Sân bóng chày Sajik, Busan |

| Đội               | 1 | 2 | 3 | 4 | 5 | 6 | 7 | 8 | 9 | R | H | E |
| ----------------- | - | - | - | - | - | - | - | - | - | - | - | - |
| Đài Bắc Trung Hoa | 0 | 0 | 2 | 0 | 0 | 0 | 0 | 1 | 0 | 3 | 8 | 2 |
| Hàn Quốc          | 0 | 1 | 0 | 3 | 0 | 0 | 0 | 0 | X | 4 | 4 | 0 |

## Vị trí cuối cùng
| Hạng | Đội               | Pld | W | L |
| ---- | ----------------- | --- | - | - |
| 1    | Hàn Quốc          | 6   | 6 | 0 |
| 2    | Đài Bắc Trung Hoa | 6   | 3 | 3 |
| 3    | Nhật Bản          | 6   | 4 | 2 |
| 4    | Trung Quốc        | 6   | 1 | 5 |
| 5    | Philippines       | 4   | 0 | 4 |

## Liên kết
- Trang chủ